# Русяк, Назар Зиновьевич
Наза́р Зино́вьевич Руся́к (укр. Назар Зіновійович Русяк; 10 апреля 2004, Прилбичи) — украинский футболист, полузащитник львовского «Руха».

## Биография
Родился в деревне Прилбичи, Львовская область. Воспитанник ДЮСШ «Яворов», первый тренер — Михаил Чоба. В ДЮФЛУ с 2016 по 2023 год играл за «Скалу» (Моршин) и львовские «Карпаты». С августа по конец сентября 2020 года тренировался с первой командой «Карпат», но в официальных матчах не играл.
28 сентября 2020 года подписал контракт с «Рухом». На профессиональном уровне дебютировал за «Рух-2», 7 августа 2023 года в проигранном (0:5) домашнем поединке 1-го тура Второй лиги Украины против львовских «Карпат-2». Назар вышел на поле на 77-й минуте вместо Максима Коваля. За первую команду «Руха» дебютировал 30 августа 2024 года в победном (5:0) домашнем поединке 5-го тура Премьер-лиги Украины против петровского «Ингульца». Назар вышел на поле на 78-й минуте вместо Олега Федора. Первым голом на профессиональном уровне отличился 7 сентября 2024 года на 54-й минуте победного (2:1) домашнего поединка 5-го тура группы А Второй лиги Украины против «Реверы 1908». Русяк вышел на поле в стартовом составе и отыграл весь матч, а на 69-й минуте получил жёлтую карточку.